# 飛魚一
飛魚座α，又名CP-65 1065，HD 78045、SAO 250422、HR 3615，是飛魚座的一颗恒星，视星等为+4.00，位于銀經282.71，銀緯-13，其B1900.0坐标为赤經9h 0m 52.1s，赤緯-65° -13′ 48″。